# جاتاي
زهاتاي (بالروسية: Жатай) هي مدينة في جمهورية ياقوتيا في روسيا.
يبلغ عدد سكانها حوالي 8985 نسمة.